# Mitsubishi Estate
Mitsubishi Estate Co., Ltd. (яп. 三菱地所株式会社 мицубиси дзисё кабусики-гайся, MEC) — японская риелторская корпорация в составе Mitsubishi. Была основана в 1937 году. Главный офис расположен в районе Отэмати (Токио). Mitsubishi Estate — вторая по величине японская компания (после Mitsui Fudosan), работающая с недвижимостью. Занимается также архитектурным дизайном. В 1989 году её выкупила американская Rockefeller Group.
В собственности компании находятся несколько высочайших зданий Японии, включая небоскрёбы Yokohama Landmark Tower и Sanno Park Tower.

## Акционеры
- Meiji Yasuda Life Insurance Company (4.50 %)
- Japan Trustee Services Bank, Ltd. (4.38 %)
- The Bank of Tokyo-Mitsubishi, Ltd. (3.73 %)
- The Mitsubishi Trust and Banking Corporation (3.49 %)
- The Tokio Marine and Fire Insurance Co., Ltd. (3.29 %)
- The Mitsubishi Trust and Banking Corporation (3.25 %)
- Obayashi Corporation (2.31 %)
- Taisei Corporation (2.25 %)
- UFJ Trust Bank Limited (2.20 %)
- Takenaka Corporation (2.17 %)